# Сімонов Михайло Іванович
Сімонов Михайло Іванович — (23 жовтня 1918) ст. Дубна Московсько-курської залізниці у родині залізничного службовця. Провідний фахівець в галузі військової радіолокації. Засновник і начальник Особого Конструкторського бюро Дніпровського машинобудівного заводу(ОКБ ДМЗ), головний конструктор приймально-передавальних систем для радіолокаційних станцій систем Протиповітряної оборони (РЛС ППО), протиракетного нападу (РЛС СПРН), системи контролю космічного простору(СККП), протиракетної (ПРО) і протикосмічної оборони (ПКО).

## Життєпис
- 1935 — закінчив навчання у середній школі № 17 в Тулі
- 1935—1940 — навчається в Тульському механічному інституті;
- 1940—1948 — працює інженером-конструктором оборонного заводу в м.Пермі
- 1948 — інженер-випробувач оборонного заводу в Тулі
- з 1948—1951 — навчання в Академії промисловості озброєнь (військово-промислова Академія) в Кунцеві Московської області;
- з листопада 1951— начальник відділу Головного Конструктора 2-го виробництва заводу № 586 (нині — Південмаш);
- з 4 червня 1952 — Начальник відділу Головного конструктора (ВГК) заводу № 933 (п/я 192, далі ВГК ДМЗ;
- з вересня 1957 — Головний конструктор і начальник Особого конструкторського бюро заводу № 933 (ОКБ ДМЗ)
- помер у 1978 році;

## Професійна діяльність, досягнення
Сімонов — один з засновників Дніпровського машинобудівного заводу і його конструкторсько-технологічної бази. Він був першим у складі тих, кому була доручена організація потужного підприємства з виробництва складної, новітньої на ті часи, техніки — радіолокації для потреб оборони країни.
До них були залучені фахівці, що вже мали досвід організації і управління колективами в інших галузях промисловості. У цю групу керівником конструкторського напрямку заводу був залучений і Михайло Іванович. Підготовлений інженер, що раніше мав значний досвід конструкторської і дослідницької роботи, випускник престижного навчального закладу СРСР — Академії військово-промислового комплексу, що вела для країни підготовку управлінців вищої ланки.
Дмитро Устинов, Міністр оборонної промисловості СРСР особистим наказом призначає Сімонова першим керівником відповідальної ланки в структурі нового заводу — начальником відділу і головним конструктором заводу № 933.
З перших днів своєї роботи на чолі ВГК Михайло присвячує формуванню матеріально-технічної бази ВГК і створенню колективу фахівців, якісному конструкторському забезпеченню виробництва. Розуміючи, що виконання цих функцій, неминуче, доведеться здійснювати при мінімальній участі інтелектуальних сил інститутів-розробників, що працюють над виконанням чергових важливих проектів, формування організаційної основи ВГК Сімонов підпорядкував формуванню тематичної спрямованості робіт. Були створені спеціалізовані лабораторії і конструкторські підрозділи по профілях передавальних і координатних пристроїв, а так само джерел вторинного живлення апаратури РЛС.
Для освоєння перших виробів, до робіт у відділ набиралися фахівці зі знанням радіопередавальних пристроїв — радисти і електротехніки широкого профілю, конструктори цих напрямів. Пізніше, для освоєння у виробництві тренажерів для операторів ЗРК, було потрібно фахівців і інших профілів. З кожним фахівцем, що прибував на роботу в ВГК, Головний конструктор знайомився персонально, максимально приділяючи увагу його професійним здібностям. Конструкторське супроводження виробництва перших зразків унікальних пристроїв, на які документація розроблялася Дніпровським машинобудівним заводом в умовах крайнього ущільненого ресурсу часу містила масу неточностей, що вимагало від фахівців ОГК ґрунтовних, специфічних знань. І, перш за все, було вкрай потрібне уміння їх застосувати зараз, підпорядкувавши свій особистий час єдиній меті — досягненню у виробництві експлуатаційних параметрів виробу, відповідних технічним вимогам Замовника [[[https://web.archive.org/web/20161022190700/http://www.famhist.ru/famhist/sprn/0003a95a.htm Архівовано 22 жовтня 2016 у Wayback Machine.] Архівовано] 22 жовтня 2016 у Wayback Machine.] (4-те Головне Управління Міністерства Оборони;(4 ГУМО), по кожній його складовій — окремо і, всіх пристрою в цілому. 
Ухвалення рішень по питаннях, що виникають у виробництві, відпрацювання методик випробувань апаратури, коректування робочої і експлуатаційної документації, вимагали інтенсивної роботи з розробниками, технологами, виробничниками і представниками замовника на заводі. Успіх освоєння нових виробів, в процесі виробництва, залежав від злагодженості роботи всіх ланок, всіх учасників технологічного ланцюжка, включаючи представників розробника на заводі. При виникненні численних спірних ситуацій — остаточне рішення, яке вело до успіху, ухвалював МСімонов. На Головного конструктора покладалася персональна відповідальність за забезпечення необхідних характеристик виробів і їх високої надійності.
Виробничий процес нової техніки, будучи безперервним, вимагав постійної конструкторської уваги. Оскільки персоналу було недостатньо, всі співробітники ВГК працювали по 18-20 годин, з короткими перервами для відпочинку, часто — цілодобово і без вихідних днів. Такі були, в тій країні, часи. Освоєння і хід виготовлення апаратури жорстко інспектувався представниками міністерства і ВПК. Становленню виробництва, організаційним і практичним питанням роботи конструкторського бюро, у вересні 1952 р., декілька днів присвятив міністр Устінов, перебуваючи на заводі разом з групою провідних фахівців міністерства і інститутів-розробників. До кінця 1953 року завод успішно виконав перше, поставлене перед ним завдання — на об'єкти Системи ЗРК «Беркут [Архівовано 19 вересня 2016 у Wayback Machine.]» відвантажуються 60 потужних передавальних пристроїв ГіМ-3, 270 координатних пристроїв і більше тисячі апаратів живлення. До цього часу, з позитивними результатами, були завершені комплексні випробування дослідних зразків Системи і розгорнений монтаж апаратури на всіх об'єктах їх дислокації. Вже до середини 1955 року Система передається Військам ППО в дослідну експлуатацію.
За успішне виконання завдань Уряду по створенню новітніх засобів боротьби з повітрям цілями, велика група керівників і фахівців Союзного заводу № 933 (в подальшому-Дніпровського машинобудівного заводу) нагороджується урядовими нагородами. Головний конструктор заводу Михайло Іванович Сімонов, в їх числі, удостоєний вищого ордена країни — Ордена Леніна.
З 1954 року, враховуючи значне зростання рівня і обсягів виконання покладених на ВГК завдань, ВГК заводу підвищується статус до рівня Особого  Конструкторського Бюро (ОКБ) заводу №933.
У роки напруженої роботи, по конструкторському забезпеченню у виробництві все нових і нових виробів, фахівцями ОКБ накопичувався позитивний досвід роботи з розробниками, виробництвом і представництвом замовника. Росте і удосконалюється професійна майстерність фахівців ОКБ.
Поступово, по рівню знань і умінню «бути в темі», багато хто з них досягає рівня розробників. Михайло Іванович гостро розумів необхідність швидкого переходу ОКБ до власних розробок. Він постійно, на всіх рівнях, формував умови для швидкого переходу КБ до самостійної роботи. Власні розробки, на його думку, не стільки підвищували престиж і статус ОКБ, скільки могли, в режимі реального часу, враховувати специфічні можливості технологічних потужностей заводу, забезпечуючи, тим самим, скорочення до мінімуму об'ємів і термінів технічної підготовки виробництва, з оптимізацією всіх циклів освоєння виробу в цехах заводу.
На початок 60-х років, за ініціативою і наполегливістю Сімонова, фахівці ОКБ здійснюють розробку КД на потужні передавальні пристрої для РЛС ППО і ПРО (радіодальномір РД-75"Амазонка" [Архівовано 28 грудня 2016 у Wayback Machine.], «Аргунь», «Істра»), приемо-индикаційну апаратуру РЛС СПРН «Дніпро-М». Це, відразу ж, позитивно, відбилося на ефективності роботи виробництва. Розробка документації на передавальні пристрої усіх Систем, надалі, стає одним з основних напрямів діяльності Конструкторського бюро заводу. У 70-х роках, по технічних завданнях на розробку (ТЗР), фахівцями КБ ведеться розробка радіоелектронної апаратури, декількох модифікацій РЛС  СПРН «Дарьял». Апаратура, з успіхом, проходить усі види випробувань, що, об'єктивно, дозволяє створити, в системі оборони країни ряд надпотужних РЛС в світі. Спираючись на отриманий фахівцями КБ досвід при супроводі у виробництві різних ФЗП РЛС і виконанні власних конструкторських робіт, Михайло Іванович тісно співробітничає з головними конструкторами і інститутами розробниками галузі, пропонуючи свої послуги з розробки документації на функціонально закінчені пристрої РЛС. Цьому, в значній мірі, сприяють тільки що завершені роботи по впровадженню в практику конструювання, засобів автоматизованої розробки документації (САПР).
Допоміг випадок. Для проведення натурних випробувань ЗГ РЛС «Дуга» головному конструктору Кузьмінському Ф. А. [Архівовано 13 вересня 2016 у Wayback Machine.] знадобився розробка імітатора старту МБР з вимірювачем потужності радіосигналу, що формується факелом стартуючої важкої ракети. У НІІДАР охочих виконати таку складну, ризиковану, комплексну роботу — не знайшлося. Михайло Іванович, обговоривши це питання зі своїми фахівцями, запропонував узятися за цю розробку своїм КБ. Робота була доручена групі Юрко В.В., як найбільш, професійно, підготовленому колективу для вирішення такого завдання. Для реалізації розробки такого рівня фахівцям групи довелося спочатку докладно удосконалити САПР, і, тільки після цього, приступати до розробки апаратурно-програмного комплексу. Через два роки напруженої роботи відділу, розробка апаратури (декілька десятків пристроїв) була завершена. Перші зразки пройшли всі види випробувань і два штатні комплекси, виготовлених заводом (близько тридцяти ж.д. платформ), були відвантажені на об'єкти монтажу, змонтовані, настроєні, випробувані і передані в експлуатацію.
Успішна розробка складного вимірювального комплексу вагомо підняла авторитет КБ, додала колективу упевненості у власних силах і можливостях, створила вагомі передумови для подальшого розвитку цього напряму. Михайло Іванович гаряче підтримує прагнення молодого колективу по радикальному вдосконаленню Системи автоматизованого конструювання іпректування (САПР), яка відкриває можливості залучення КБ до перспективних розробок, до робіт високого рівня — створенні цифрової приемо-оброблювальної апаратури РЛС.
Рішенням Уряду Конструкторському Бюро доручається надзвичайно відповідальна робота, що не має аналогів у вітчизняній практиці, — розробка цифрової приймально-оброблювальної апаратури РЛС ПРО «Дон». Розвитку і вдосконаленню свого дітища Михайло Іванович віддає багато сил і уваги, надаючи виконавцям всебічну допомогу. При цьому, за його ініціативи, істотно розширюються потужності тематичного відділу — організовуються групи конструторів-ідеологів , схемотехніків, програмістів, розробників Системи автоматизованого конструювання іпректування (САПР), дослідників компонентної бази, конструкторів, створюється група експлуатації обчислювальних засобів. Відділ істотно розширюється і продовжує інтенсивно оснащуватися сучасною обчислювальною технікою.
Наприкінці 80-х років при допомозі САПР «Дніпро», започаткованої Сімоновим, успішно розробляється конструкторська документація на апаратуру цифрової обробки інформації (швидкодія — десятки мільярдів паралельних операцій в секунду) радіолокації для двох спецобчислювачів — РЛС «Дон» (1980г.) і РЛС «Волга» (1988г.). Блискуче, в безпрецедентно короткі терміни, реалізована в цій апаратурі ідеологія, забезпечила отримання заданих експлуатаційних характеристик РЛС, при високому рівні надійності в процесі експлуатації.
ВІтчизняна радіолокація отримала, не тільки новий клас приймально-оброблювальної апаратури, але і прекрасний апаратно-програмний інструмент розробки. Була зформувана дієздатна школу розробників — опорну базу розвитку Систем автоматизації проектування в оборонних галузях промисловості СРСР. У повсякденному житті Михайло Іванович Сімонов був людиною скромним, десь, навіть сором'язливим. Його природна інтелігентність, енциклопедичні знання, багатий життєвий досвід і власний, системний підхід до вироблення рішень в найскладніших ситуаціях, незмінно відображали в ньому яскравий приклад для наслідування. Володіючи аналітичним розумом і якостями крупного ученого, маючи в своєму розпорядженні нескінченні можливості середовища, через досягнуті позитивні результати і успіхи в роботі конструкторського бюро по доведенню (часто корінному перепроектувало) багатьох пристроїв техніки радіолокації до практичного втілення, Михайло Іванович не міг дозволити собі «експлуатувати» недоліки інших, у власних інтересах. Хоча, для усунення багатьох недоробок розробників, фахівцям ОКБ доводилося проводити масу додаткових науково-дослідних і дослідно-конструкторських робіт, що були рясним «дисертабельним» матеріалом. Багаторічний досвід впровадження і статистичні дані відробітки документації, по багатьом видам техніки, відкривали множинні джерела тим по декількох напрямах науковій діяльності. Але керівництво КБ не могло дозволити собі відвернення своїх інтелектуальних ресурсів на роботи, безпосередньо, не пов'язані з інтенсивним освоєнням нової техніки у виробництві і на багатьох об'єктах монтажу. Не міг собі дозволити цього і начальник ОКБ. Ця обставина не дала можливості створити в конструкторському бюро атмосферу змагальності по захисту вчених ступенів, хоча кожна, хоч трохи, значуща робота, в обов'язковому порядку, закінчувалася ґрунтовним науково-технічним звітом.
У науковому плані, у Михайла Івановича, було декілька улюблених тем в області фізики радіолокації, які мали суто практичне значення. Разом з тим, в умовах «багатоплановості» в конструктивних рішеннях у різних інститутів-розробників, він ґрунтовно займався питаннями внутрігалузевої уніфікації конструктивних і схемотехнічних рішень побудови апаратури наземних РЛС, бачачи в цьому найкоротші і реальні шляхи скорочення витрат на підготовку виробництва, експлуатацію техніки і підвищення її надійності. Ці матеріали, згодом, увійшли до «золотого фонду» основоположних директивних документів по конструюванню (РУК, ГОСТ, СТП і ін.) апаратури РЛС Систем РКО.
Конструкторське бюро «Дніпровське», основи якого заклав М. І. Сімонов, інтенсивно розвивалося, забезпечуючи вирішення складних завдань по створенню нових засобів і Систем ВКО. КБ стало провідним підприємством галузі по багатьом напрямам діяльності. Його професійний склад був віддзеркаленням потреб і вимог структури РЛС, максимально наближений до структури галузевих НДІ. Чисельність персоналу, при цьому, вже перевищувала 4000 співробітників. Фахівці КБ забезпечили успішне освоєння заводом широкої гамми технічних засобів РЛС. Конструкторське бюро стало головним розробником документації на ряд ключових ФЗП РЛС різного призначення, технічних засобів комплексів прискорювальної тематики, продукції виробничо-технічного призначення і товарів народного споживання масового попиту. У складі КБ виріс і успішно стартував колектив Спеціального кострукторського бюро автоматизованого проектування (СКБ АП), як самостійне підприємства, що спеціалізується у галузі розробки комплексних рішень по створенню цифрової і цифро-аналогової апаратури РЛС світового рівня. На жаль, Михайлу Івановичу не довелося дожити до справжнього тріумфу своїх напрацювань. 17 вересня 1978 року Михайла Івановича Сімонова не стало — по дорозі на роботу, в кабіні ліфта у, він помер від серцевого нападу. Його наступниками стали: Кутумов В. Д.,Тарасенко І А. Мірошніков В. В.
У 90-ті роки минулого століття об'єми випуску продукції по КД, розробленою КБ, істотно виросли. По ключових напрямах техніки радіолокації фахівці КБ упевнено зійшли на рівень провідних розробників галузі, а у багатьох випадках, спираючись на величезний досвід освоєння виробів оборонного призначення декількох поколінь, істотно їх перевершували. Все це, разом з вдосконаленням загальної системи підготовки виробництва, створювало нову якість і інструменти взаємин виробництва і розробників документації, робило виключно позитивний вплив на підвищенні ефективності діяльності Виробничого об'єднання «Дніпровський машинобудівний завод» і його підприємств. Ключова роль генератора ідей і авторитетного гармонізатора взаємин належить його Конструкторському бюро — як основною складовою ланкою науково-виробничого комплексу, забезпечувало йому успішне виконання завдань, що покладались на нього відповідно до його призначення і головного профілю його діяльності та інших народно- господарських завдань уряду.
У всіх цих досягненнях визначальна заслуга Михайла Івановича Сімонова — Людини з великої літери, Головного конструктора — засновника і творця основ науково-технічного і інтелектуального потенціалу «Дніпромашу».

## Нагороди
- орден Леніна
- три ордени Трудового Червоного Прапора
- медалі